# Nyceryx
Nyceryx é um gênero de mariposa pertencente à família Bombycidae.

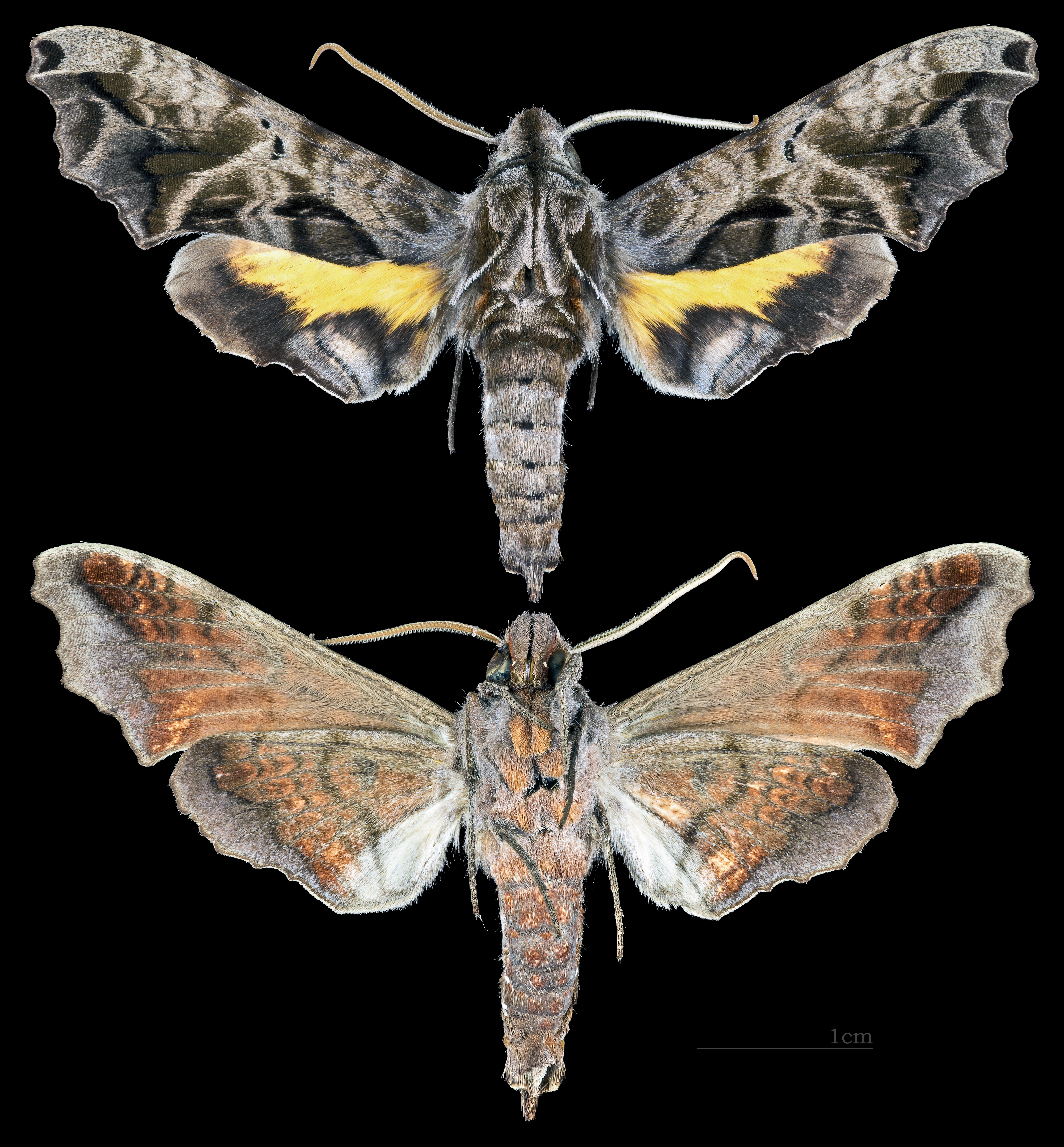
Nyceryx alophus
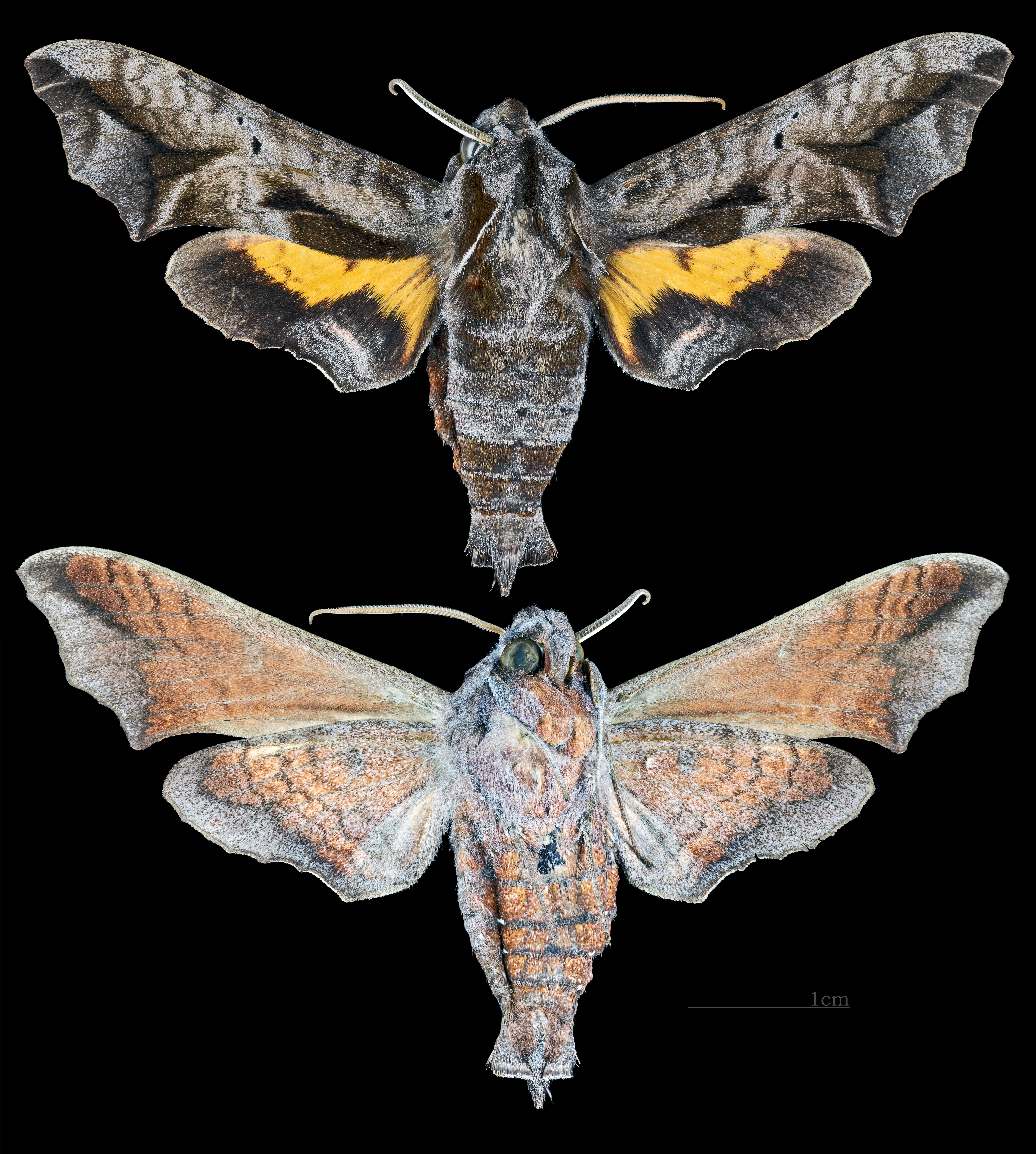
Nyceryx continua
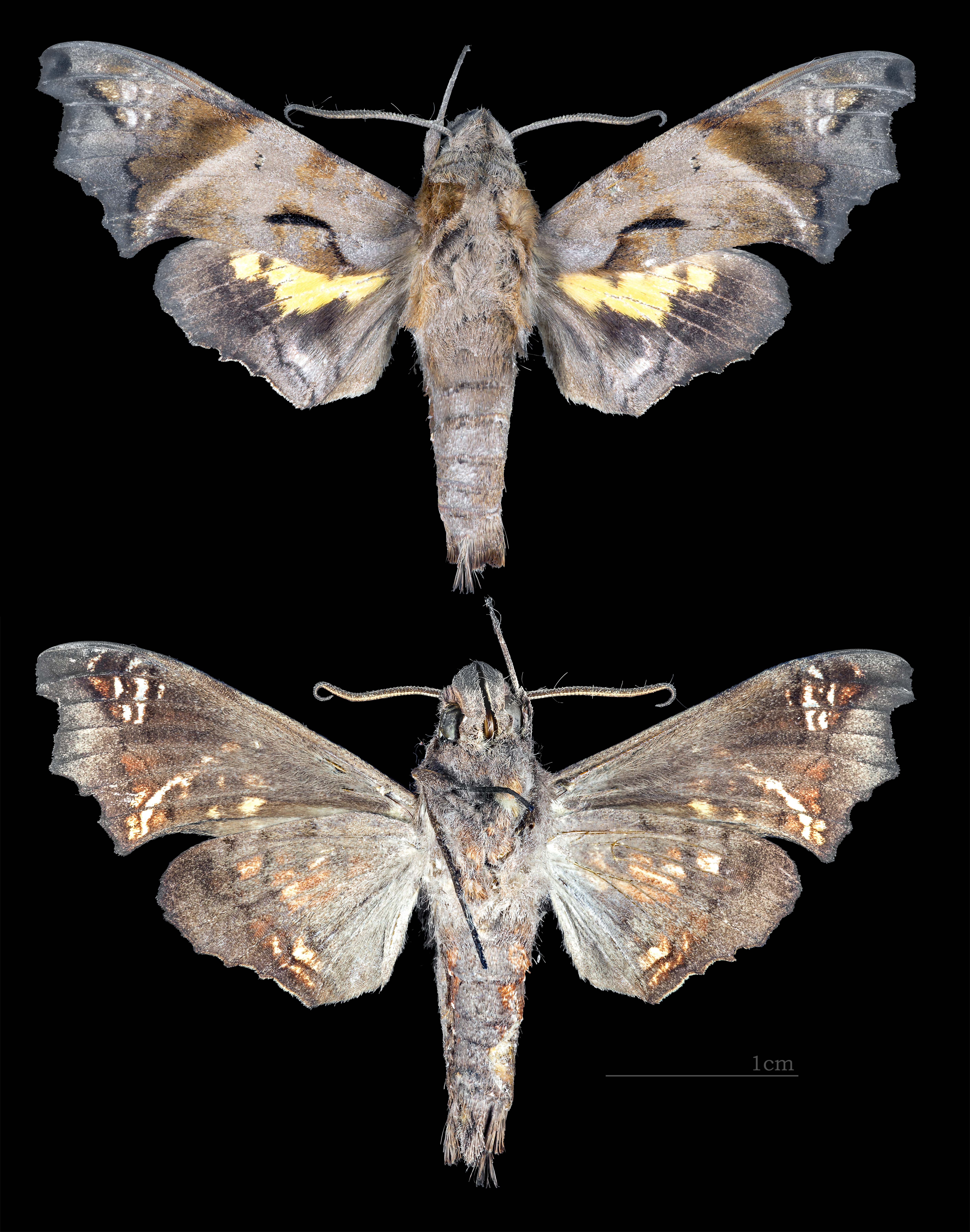
Nyceryx ericea
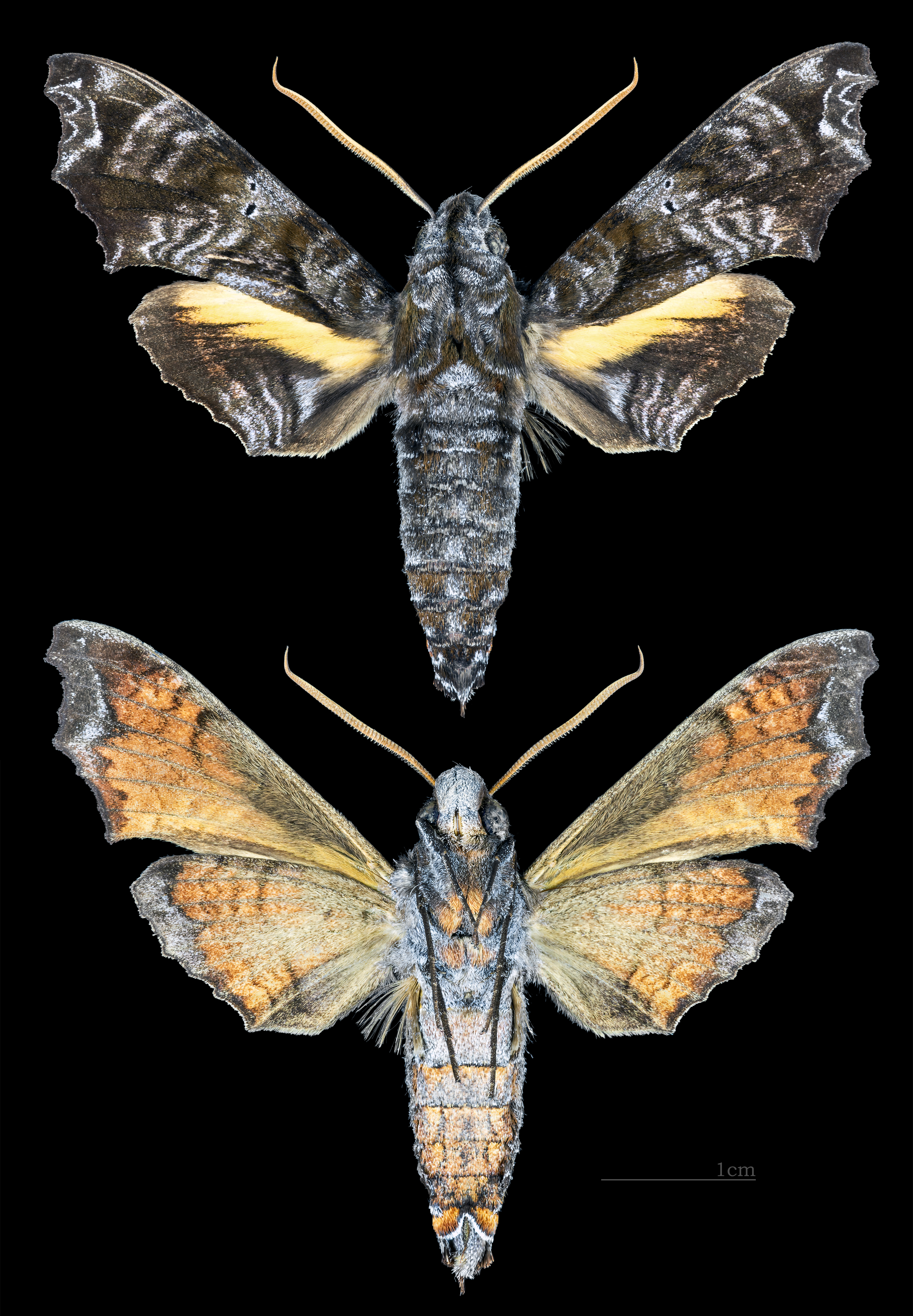
Nyceryx eximia
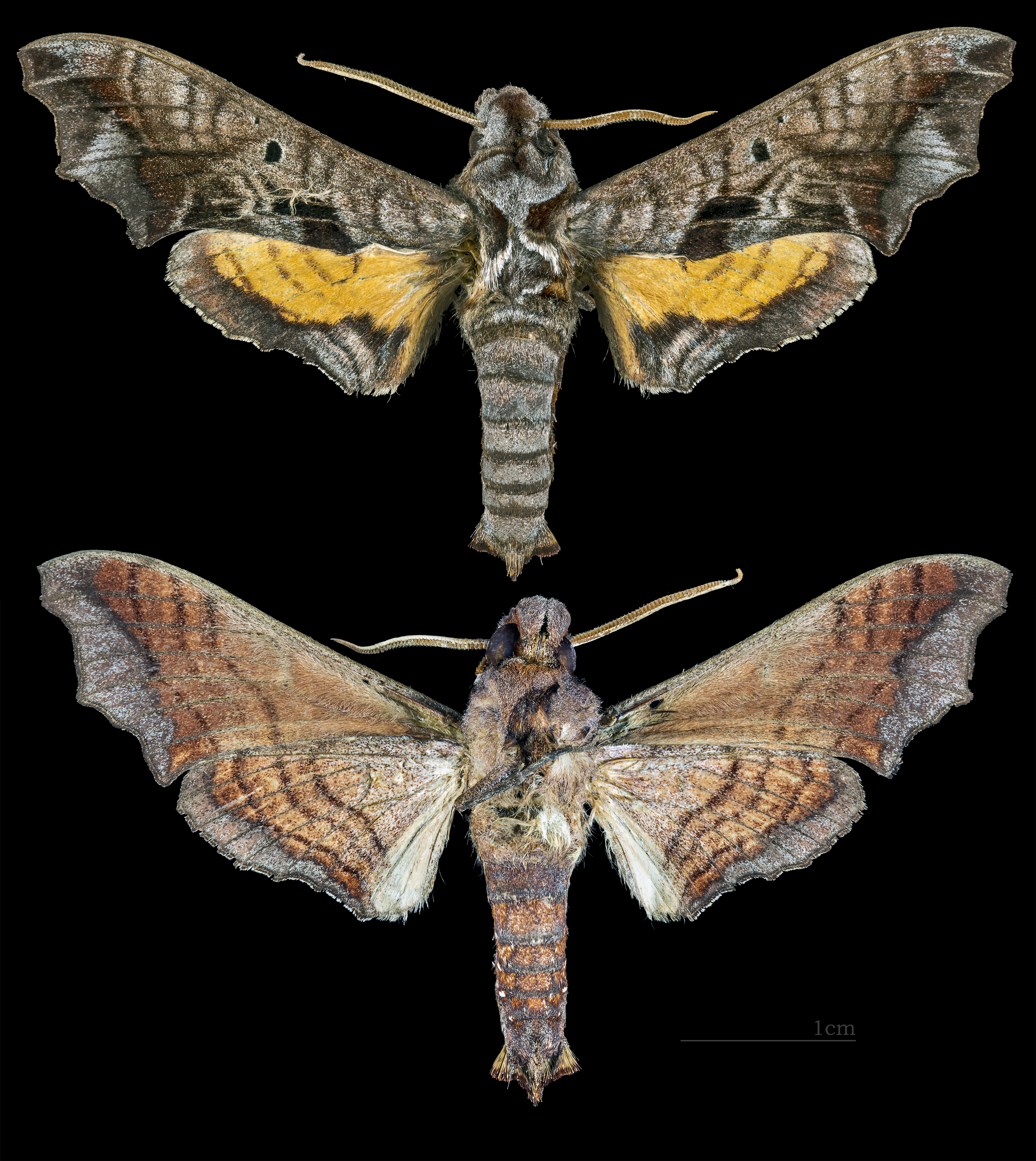
Nyceryx furtadoi
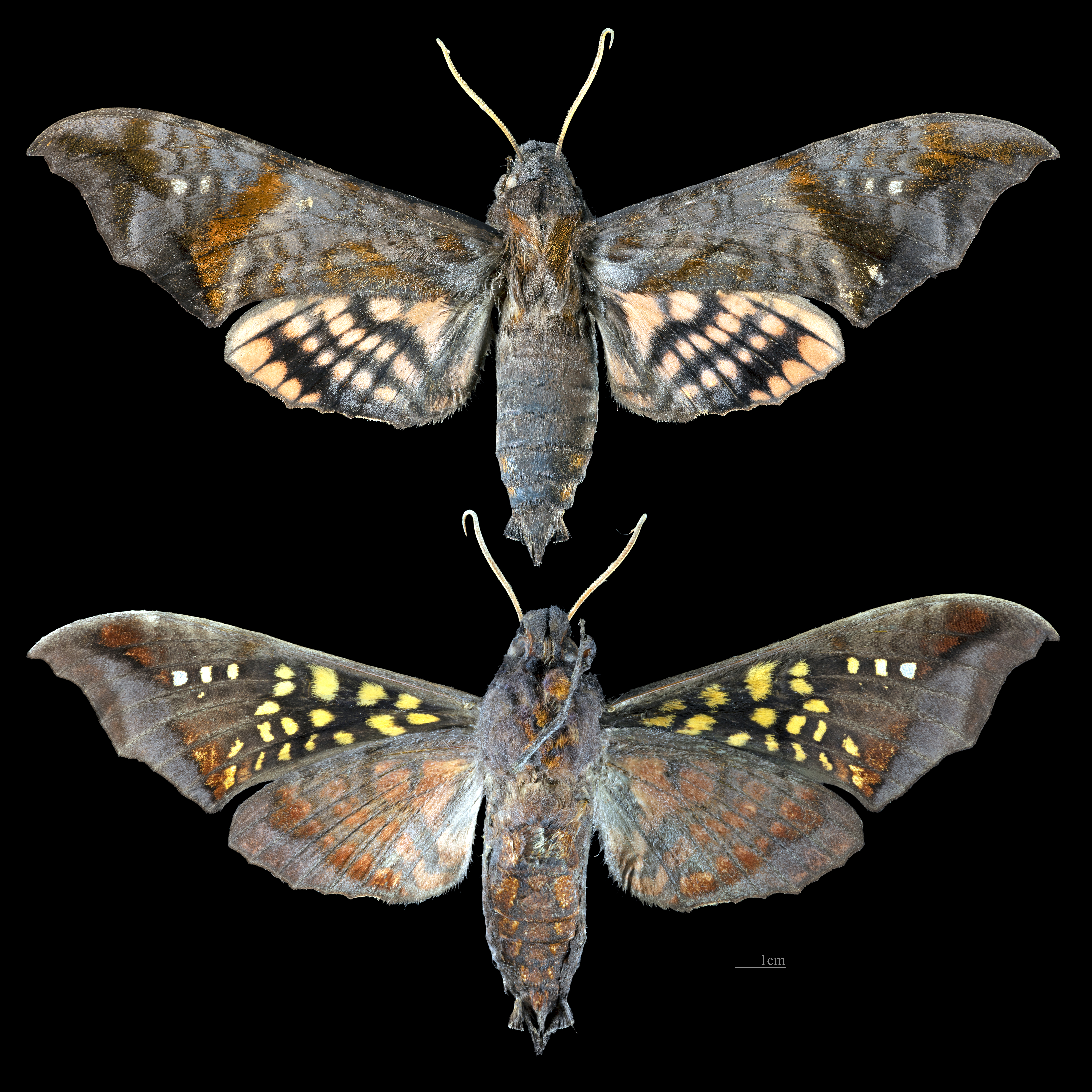
Nyceryx hyposticta
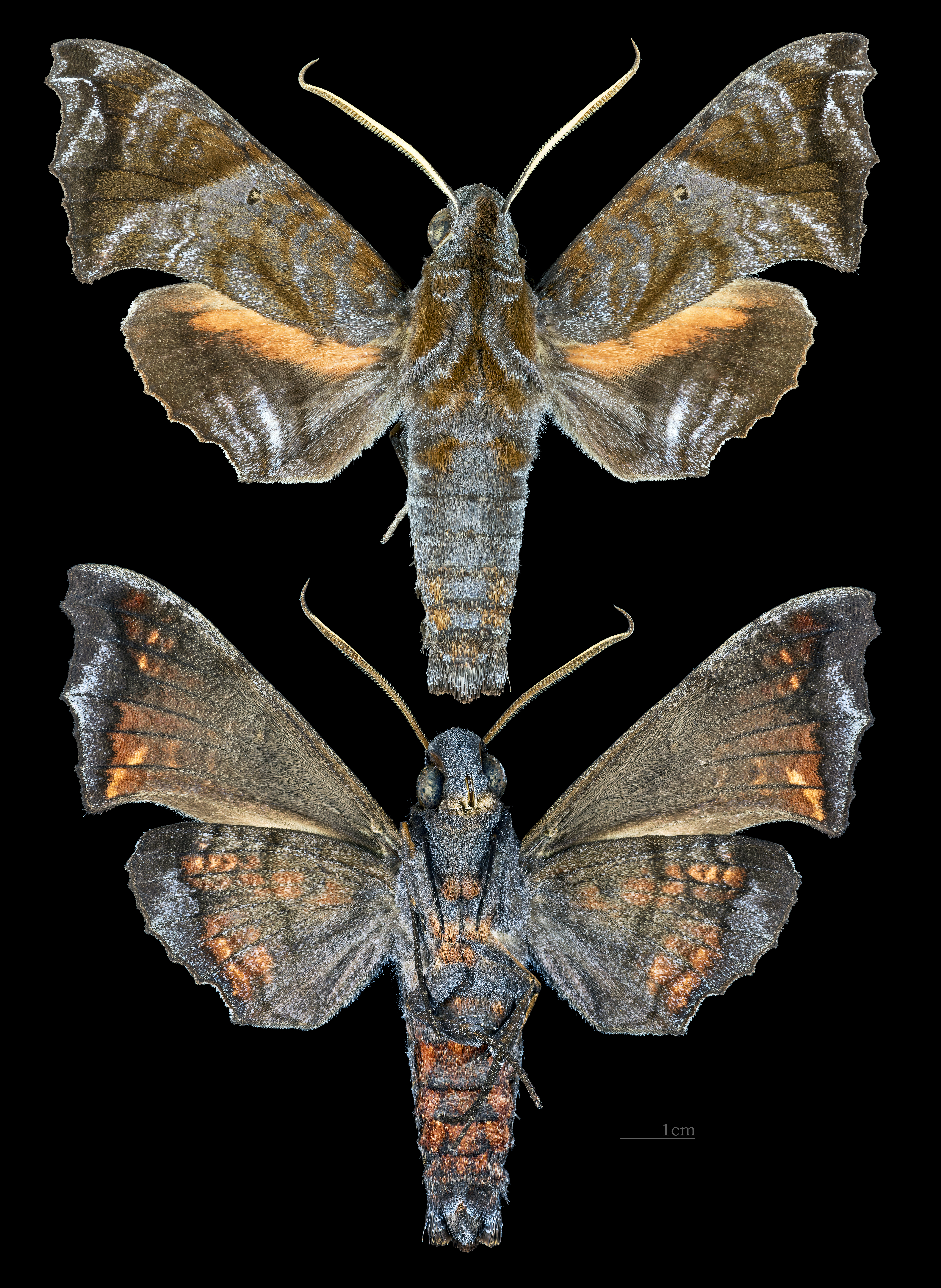
Nyceryx magna
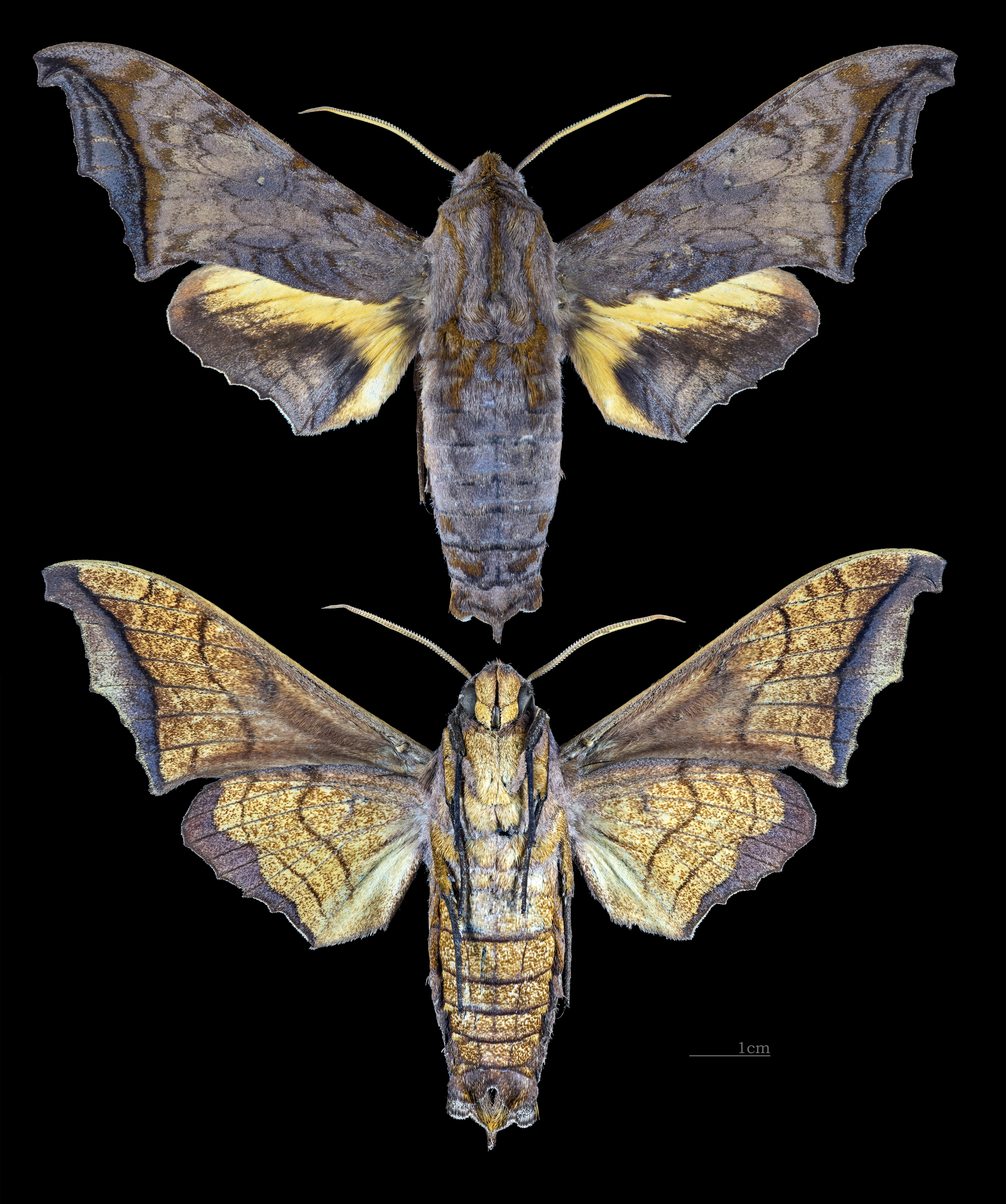
Nyceryx riscus
Nyceryx stuarti
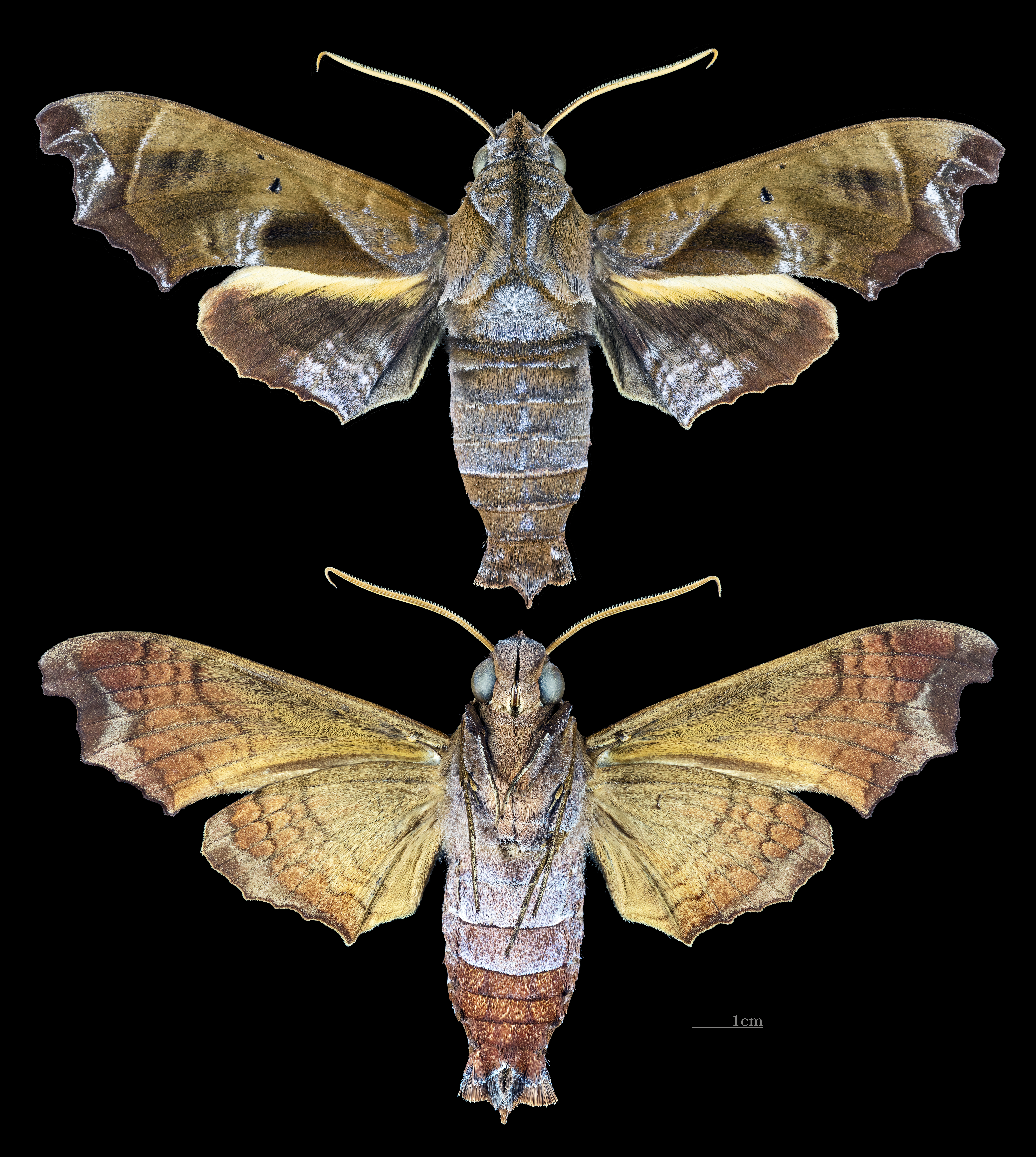
Nyceryx tacita